# Uvengymnasiet
Uvengymnasiet var en gymnasieskola i Uppsala. Skolan erbjöd ett introduktionsprogram: Individuellt alternativ som syftade till att ge elever behörighet att komma in på gymnasieskolans nationella program. 
Skolan kännetecknades av små elevgrupper, hög lärartäthet och närhet till elevhälsa inklusive studie- och yrkesvägledare.
Uvengymnasiet bestod av två geografiskt skilda verksamheter i 
Uppsala:
- Branting
- Villa Lugnet

2020 förflyttades verksamheten till Ellen Fries gymnasium.